# VB 10
VB 10 (Van Biesbroeck 10) ist ein rund 6 Parsec (20 Lj) von der Erde entfernter Roter Zwerg im Sternbild Adler.

## Astrometrische Untersuchungen

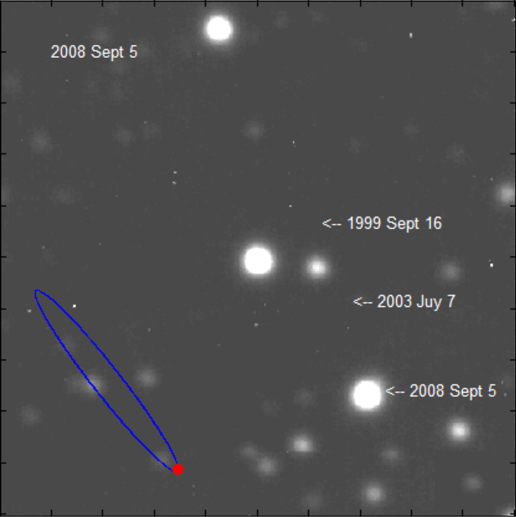
Die Position von VB 10 am Himmel über eine Periode von neun Jahren

Im Mai 2009 gaben die Astronomen Steven Pravdo und Stuart Shaklan vom Jet Propulsion Laboratory der NASA die Entdeckung eines Exoplaneten um VB 10 mit Hilfe astrometrischer Methoden bekannt. Spätere Untersuchung der Radialgeschwindigkeit von VB 10 konnten jedoch den propagierten Exoplaneten nicht bestätigen und die Existenz eines Objektes mit den von Pravdo und Shaklan beschriebenen Eigenschaften ausschließen. Es gibt somit zum gegenwärtigen Zeitpunkt keine belastbaren Hinweise auf das Vorhandensein eines Exoplaneten um VB 10. Gäbe es eine Bestätigung der Entdeckung, so wäre VB 10 b der erste Exoplanet, der mit Hilfe der Astrometrie entdeckt wurde.
Für den vermeintlichen, mit VB 10 b bezeichneten Begleiter wurde eine Masse von rund 6,4 Jupitermassen und eine Umlaufperiode von knapp 272 Tagen angenommen. Die Bahn des Begleiters sollte eine große Halbachse von etwa 0,36 Astronomischen Einheiten und eine stark elliptische Form mit einer Exzentrizität von bis zu 0,98 aufweisen, die Bahnneigung sollte etwa 97 Grad betragen.